# Teenage Mutant Ninja Turtles Adventures (rollenspel)
Teenage Mutant Turtles Adventures! is een RPG gebaseerd op het Teenage Mutant Ninja Turtles franchise. Het spel is een uitbreiding van Teenage Mutant Ninja Turtles & Other Strangeness.
TMNT Adventures werd gepubliceerd door Palladium Books in 1990 en gebruikte Palladium Megaversal system als regelsysteem. Het spel bevatte een aantal avonturenscenario’s en een aantal optionele regels voor Heroes Unlimited-stijl dieren met superkrachten en een strip.

## Avonturen
- The Doomsday Bears
- Mr. Bionic
- Reverend Judge
- Mouse Monster Menace
- The White Ronin